# Kuteło
Kuteło (bułg. Кутело, również Kuteła) – szczyt w Bułgarii, w południowej części pasma górskiego Piryn, wznoszący się na wysokość 2908 m n.p.m. Zbudowany przede wszystkim z marmurów. Kuteło znajduje się w sąsiedztwie szczytu Wichren, łącząc się z nim granią Konczeto. Posiada skaliste strome zbocza. Szczyt jest trudno dostępny, szlaków turystycznych nie posiada, poza jednym szlakiem turystycznym od schroniska Wichren do Jaworow, znajdującym się w południowej części szczytu, gdzie stoki są łagodniejsze.

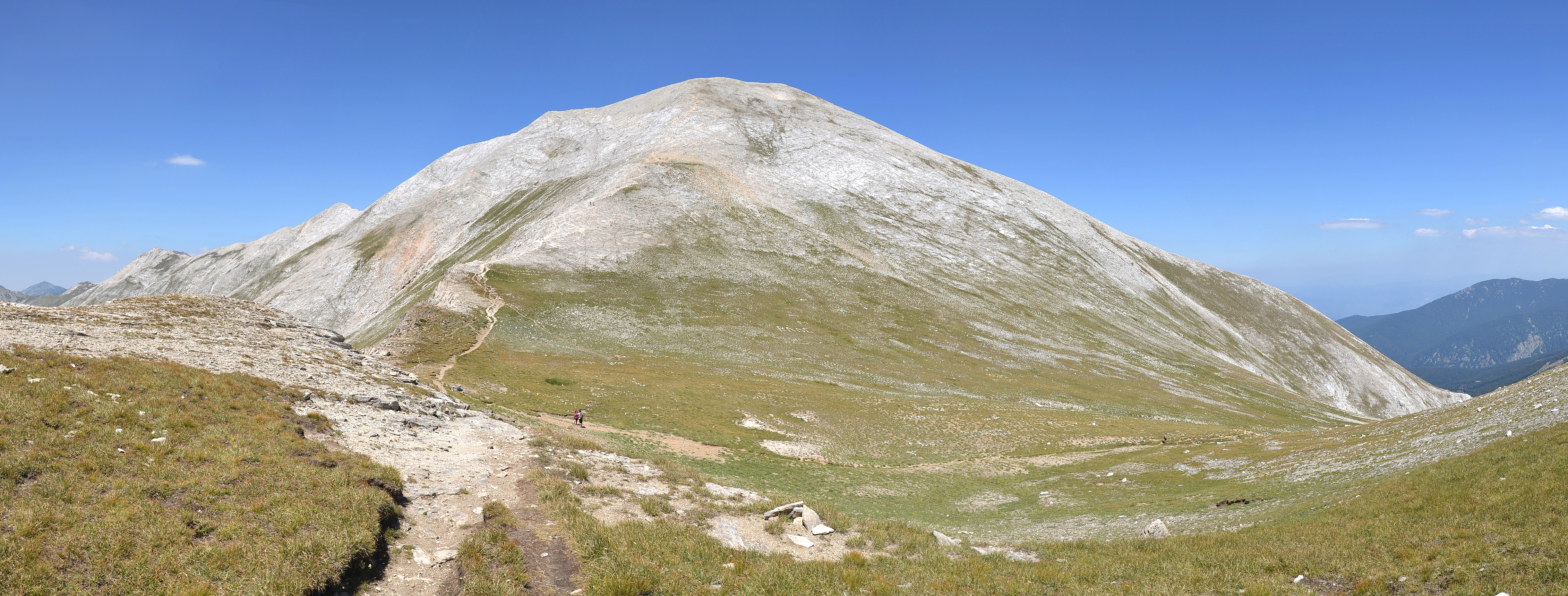
Kuteło widoczne z przełęczy Premkata